# Tadaoka
Tadaoka (jap. 忠岡町 Tadaoka-chō) – miasto w Japonii, na wyspie Honsiu, w prefekturze Osaka. Według danych na rok 2020 miejscowość zamieszkiwało 16 567 mieszkańców , a gęstość zaludnienia wyniosła 4173 os./km².